# پایگاه هوایی رشلین–لارتز
 پایگاه هوایی رشلین-لارتز (به انگلیسی: Rechlin-Lärz Airfield) یک فرودگاه همگانی با کد یاتا REB است که یک باند فرود بتن دارد و طول باند آن ۲۳۸۰ متر است. این فرودگاه در کشور آلمان قرار دارد و در ارتفاع ۲۷ متری از سطح دریا واقع شده است.